# Rote Synagoge (Joniškis)

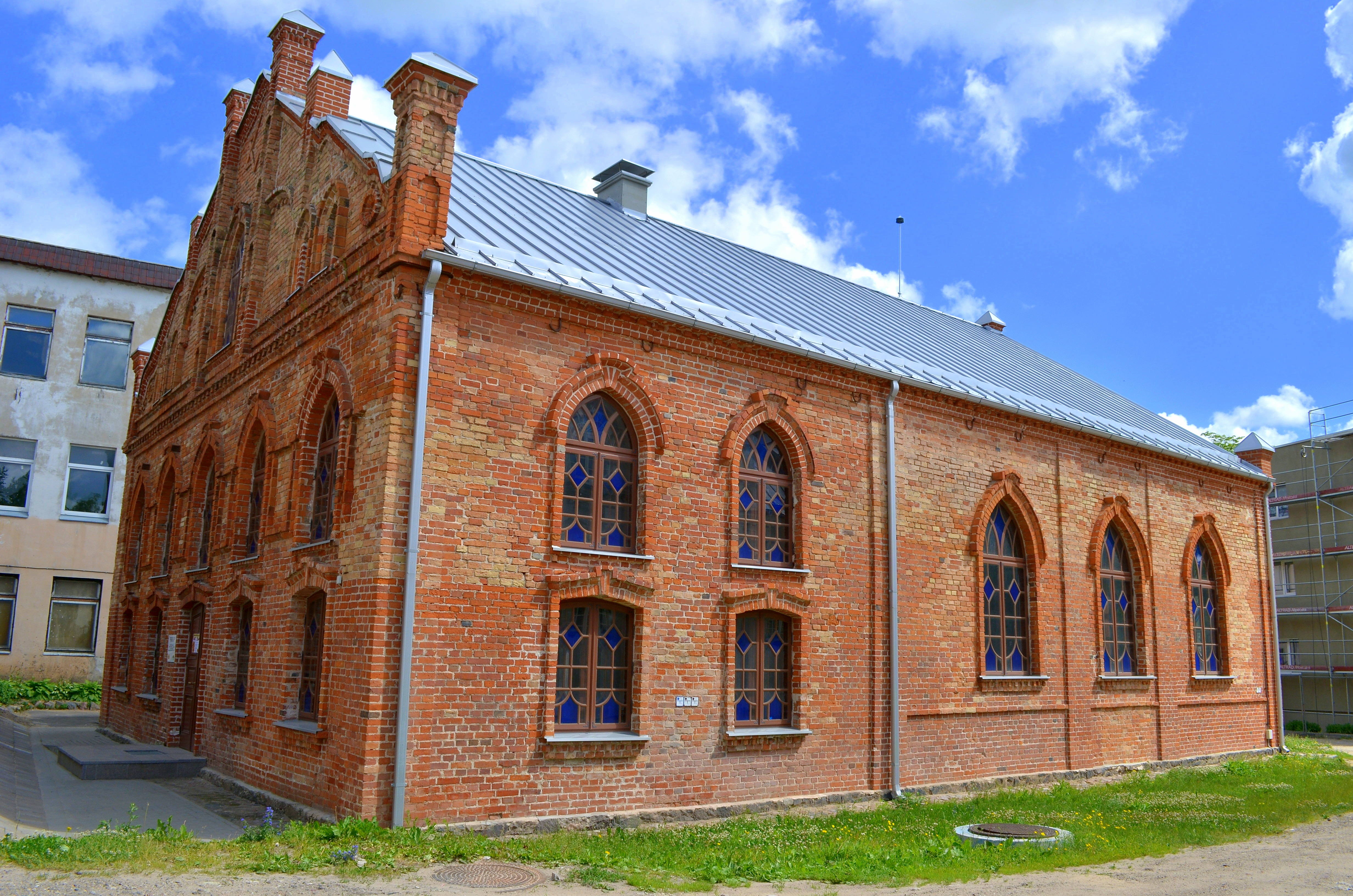
Rote Synagoge in Joniškis (2013)

Die sogenannte Rote Synagoge in Joniškis, einer Stadt im Norden Litauens, wurde 1865 errichtet. Die profanierte Synagoge im Stil des Historismus ist seit 1970 ein geschütztes Kulturdenkmal.
Nach dem Zweiten Weltkrieg wurde das Gebäude für unterschiedliche Zwecke genutzt. Im Jahr 2004 ließ ein Sturm das Dach einstürzen. 
Das Synagogengebäude aus Ziegelmauerwerk wurde bis 2015 wieder aufgebaut und es wurde ein Museum zur jüdischen Geschichte in der Region darin eingerichtet.